# 9573 Matsumotomas
9573 Matsumotomas este un asteroid din centura principală de asteroizi.

## Descriere
9573 Matsumotomas este un asteroid din centura principală de asteroizi. A fost descoperit pe 16 octombrie 1988 la Kitami de Kin Endate și Kazuro Watanabe. Asteroidul prezintă o orbită caracterizată de o semiaxă mare de 2,92 ua, o excentricitate de 0,09 și o înclinație de 2,5° în raport cu ecliptica.